# Спурий Сервилий Структ
Спурий Сервилий Структ (лат. Spurius Servilius Structus; V—IV века до н. э.) — римский политический деятель из патрицианского рода Сервилиев, военный трибун с консульской властью 368 года до н. э.
Капитолийские фасты называют преномен отца и деда Спурия Сервилия — Гай. Во время трибуната Спурия Сервилия обострилась борьба вокруг законопроектов Секстия и Лициния о допуске плебеев к консульству и других мерах для улучшения положения плебса. Поэтому дважды назначались диктаторы. Роль Сервилия в этих событиях неизвестна.